# Shirley-Anne Somerville

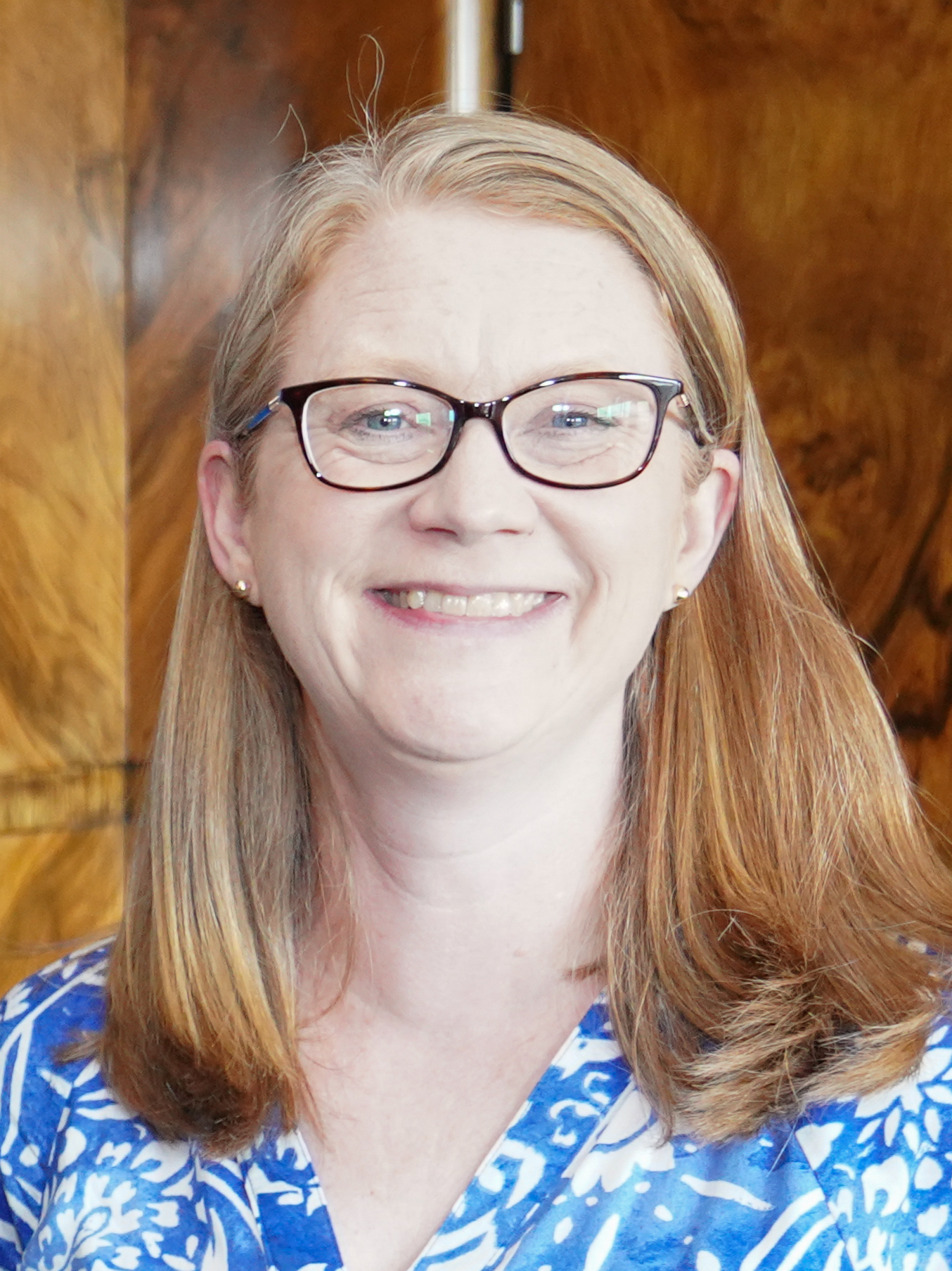
Shirley-Anne Somerville

Shirley-Anne Somerville (* 2. September 1974 in Kirkcaldy) ist eine schottische Politikerin und Mitglied der Scottish National Party.
Somerville studierte an der Universität Stirling. Bereits im Alter von 16 Jahren trat sie in die SNP ein. Bei den Unterhauswahlen 2001 trat Somerville erstmals zu nationalen Wahlen an. Sie bewarb sich um das Direktmandat des Wahlkreises Kirkcaldy, konnte sich jedoch nicht gegen den Labour-Kandidaten Lewis Moonie durchsetzen. Bei den Schottischen Parlamentswahlen 2007 kandidierte sie im Wahlkreis Edinburgh Central, erhielt aber nur die dritthöchste Stimmenanzahl. Außerdem hatte sie den sechsten Rang auf der Regionalwahlliste der SNP in Wahlregion Lothians inne, wodurch sie jedoch zunächst ebenfalls den Einzug in das Schottische Parlament verpasste. Als ihr Parteikollege Stefan Tymkewycz aber nach nur 121 Tagen sein Mandat niederlegte, rutschte Somerville als Nächstplatzierte in der Abfolge nach und zog erstmals in das Schottische Parlament ein. Bei den Parlamentswahlen 2011 bewarb sie sich um das Direktmandat des Wahlkreises Edinburgh Northern and Leith, unterlag aber dem Labour-Kandidaten Malcolm Chisholm und schied aus dem Parlament aus. Nach dem Rücktritt des SNP-Abgeordneten Bill Walker wurden in dessen Wahlkreis Dunfermline Nachwahlen erforderlich. Die SNP stellte Somerville gegen die Labour-Kandidatin Cara Hilton auf. Somerville gelang es nicht, die Stimmmehrheit auf sich zu vereinen und sie verpasste damit erneut den Einzug in das schottische Parlament.